# Louis Joseph Cuvelier
Louis Joseph Cuvelier (Halle, 28 mei 1840 – 6 mei 1901) was een Belgisch katholiek politicus en beenhouwer.

## Levensloop
Cuvelier was de zoon van Hyppolite Cuvelier en Marie Joseph Delalieux, en trouwde met Marie Philippine Carlier.
Van 1896 tot zijn dood in 1901 was hij burgemeester van Halle. Hij stierf aan de gevolgen van een beroerte.